# 고제초등학교
고제초등학교는 대한민국 경상남도 거창군 고제면 궁항리에 있는 공립 초등학교이다.

## 학교 연혁
- 1932년 5월 1일 고제공립보통학교 개교(설립인가 4월 15일)
- 1938년 4월 1일 고제공립심상소학교로 개칭[1]
- 1941년 4월 1일 고제공립국민학교로 개칭[2]
- 1950년 4월 1일 고제국민학교로 교명 변경[3]
- 1983년 3월 1일 농산국민학교 병합
- 1985년 9월 1일 병설유치원 개원
- 1996년 3월 1일 고제초등학교로 개칭[4]
- 1996년 3월 1일 쌍봉국민학교 병합
- 1998년 3월 1일 개명초등학교 병합
- 1999년 3월 1일 소사분교장 병합
- 2018년 9월 1일 제36대 양용희 교장 취임
- 2020년 1월 3일 제85회 7명 졸업(졸업생 누계 2,668명)

## 참고 자료
- 고제초등학교 - 한국교육학술정보원 학교알리미